# Новаково (Варненська область)
Нова́ково (болг. Новаково) — село у Варненській області Болгарії. Входить до складу общини Аксаково.

## Населення
За даними перепису населення 2011 року у селі проживала 71 особа, з них 62 особи (98,4%) — болгари.
Розподіл населення за віком у 2011 році:
Динаміка населення: